# Fatih Cengiz
Fatih Cengiz (26 settembre 1995) è un lottatore turco, specializzato nella lotta greco-romana.

## Biografia
E' allenato da Zeki Sahin.
Ai mondiali di Parigi 2017 ha vinto la medaglia di bronzo nel torneo dei -75 kg, dopo che il russo Aleksandr Chekhirkin è stato squalificato per doping.

## Palmarès
| Anno | Manifestazione        | Sede        | Evento | Risultato | Note |
| ---- | --------------------- | ----------- | ------ | --------- | ---- |
| 2012 | Europei cadetti       | Katowice    | 76 kg  | Argento   |      |
| 2014 | Europei               | Katowice    | 84 kg  | 8º        |      |
| 2017 | Europei U23           | Szombathely | 75 kg  | 7º        |      |
| 2017 | Mondiali              | Parigi      | 75 kg  | Bronzo    |      |
| 2017 | Mondiali U23          | Bydgoszcz   | 75 kg  | Oro       |      |
| 2018 | Europei U23           | Istanbul    | 77 kg  | Bronzo    |      |
| 2018 | Mondiali universitari | Goiânia     | 77 kg  | Oro       |      |
| 2018 | Mondiali              | Budapest    | 77 kg  | 11º       |      |
| 2018 | Mondiali U23          | Bucarest    | 77 kg  | Bronzo    |      |
| 2019 | Europei               | Bucarest    | 77 kg  | 5º        |      |
| 2019 | Mondiali              | Nur-Sultan  | 77 kg  | 20º       |      |

### Altre competizioni internazionali
2021
- 12º nei 77 kg al Torneo di qualificazione olimpica europeo ( Budapest)